# Кевин Серафен
Кевин Серафен (фр. Kevin Seraphin; Кајена, 7. децембар 1989) је бивши француски кошаркаш. Играо је на позицији центра.

## Успеси

### Клупски
- Шоле:
  - Првенство Француске (1): 2009/10.

- Барселона:
  - Куп Шпаније (1): 2019.

### Репрезентативни
- Европско првенство:  2011.